# شارل جيرار
شارل جيرار (بالفرنسية: Charles Gérard)‏
```
(و. 
1923
 –
2019
 
م
)
[
4
]
 هو 
ممثل
، 
ومخرج سينمائي
، 
وكاتب سيناريو
، من 
فرنسا
، ولد في 
إسطنبول
.
```

## وصلات خارجية
- شارل جيرار على موقع IMDb (الإنجليزية)
- شارل جيرار على موقع ألو سيني (الفرنسية)
- شارل جيرار على موقع أول موفي (الإنجليزية)
- شارل جيرار على موقع قاعدة بيانات الأفلام السويدية (السويدية)
- شارل جيرار على موقع قاعدة بيانات الفيلم (الإنجليزية)
- شارل جيرار على موقع كينوبويسك (الروسية)